# 알뜨르 비행장
알뜨르 비행장은 제주도 서귀포시 대정읍 상모리 송악산 근처에 있는 비행장이다. 알뜨르는 아래 벌판을 의미하는 제주말이다.

## 역사

### 일제강점기

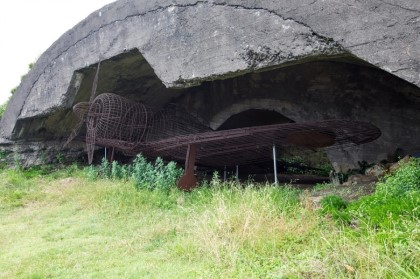
알뜨르 비행장의 콘크리트 격납고

최초에 알뜨르 비행장은 제주도민들이 대를 이어 농사를 짓던 농지 겸 목초지였다. 일제강점기를 맞이한 후에는 일본 조선군이 모슬포 주민들을 동원하여 1920년대부터 1930년대 중반까지 군용 비행장으로 건설하였다. 66 ha 넓이의 비행장 안에 폭 20ｍ, 높이 4ｍ, 길이 10.5ｍ 규모의 20개 격납고가 세워졌다. 1937년, 중일전쟁이 발발하면서 본격적으로 전초 기지로 쓰이기 시작하면서, 약 700 km 떨어진 중국의 도시인 난징을 폭격하기 위해 오무라 해군 항공대의 많은 전투기가 출격하였다. 중일전쟁 기간중 2차 공사를 통해서 규모는 40만 평으로 확장되었다. 그러나 1938년 11월에 일본군이 상하이를 점령하면서 오무라 해군항공대는 중국 본토로 옮겨졌고 이에 따라 알뜨르 비행장도 연습비행장이 되었다.

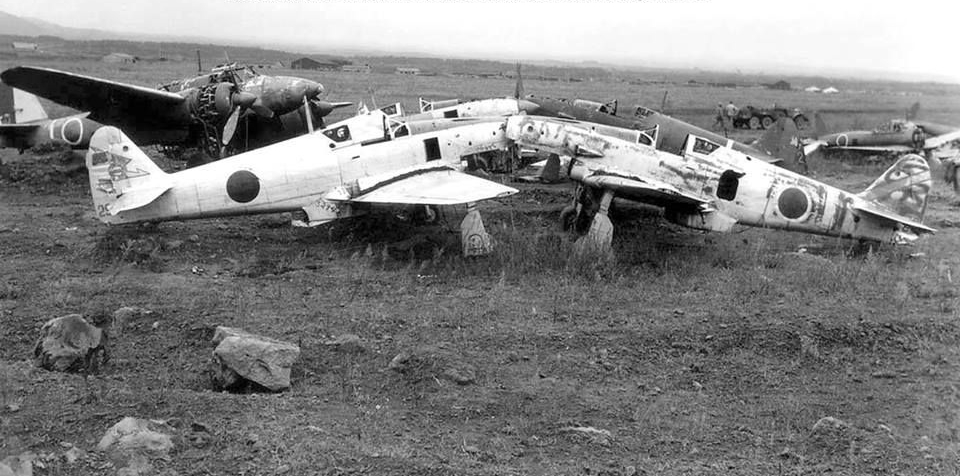
알뜨르 비행장의 Ki-61과 Ki-45 항공기

1942년 진주만 공습으로 태평양 전쟁이 발발하여 본격적요새화되어 264 ha로 학장되었다.1944년 10월 3차 공사로 레이다 진지와 각종 지하 진지들이 건설되었고 1945년 2월 9일, 결호 작전이 승인되면서 연합국의 상륙에 대비하여 각 시설을 잇는 터널 네트워크를 형성되었다.

### 반환 이후
한국 전쟁이 발발하여 제주도로 건너온 육군 제25교육연대가 모슬포의 오무라 병영에 제1훈련소를 차리면서 알뜨르 비행장을 훈련장으로 이용하였다. 제5공군 군사고문단원들이 주둔하였는데, 이때부터 K-40 비행장으로도 알려지기 시작하였다.
2006년 11월 29일, 대한민국 근대 문화유산 등록문화재로서 격납고, 지하벙커, 셋알오름의 동굴진지와 고사포 진지가 지정되었다. 활주로는 대한민국 공군의 반대로 제외되었다.
2010년 4월 6일, 제주도 신공항 입지 문제로 인하여 정석비행장과 함께 거론되었다.
2011년 대한민국 공군에서 탐색 구조 부대를 창설하기로 결정하였다. 탐색구조헬기인 HH-60P, HH-47D와 CN-235, C-130 수송기 전력 위주의 대대급 규모로 창설할 예정이다. 이와 관련하여 알뜨르 비행장의 사용여부가 문제가 되었다. 김태환 "제주도지사는 제주도에 공군 기지가 들어온다면 알뜨르 비행장 밖에 자리가 없다"면서, 그래서 알뜨르 비행장의 문제가 논의대상이 되었다고 말했다. 이러한 국방부의 제주 남부탐색구조부대 창설 계획과 관련해, 민주노동당 노회찬 의원은 "이 부대는 제주도민을 속이기 위해 '전투기'라는 용어만 삭제했을 뿐 실제로는 전투기 수용능력을 갖춘 부대"라고 주장했다.

## 같이 보기
- 제주국제공항 (옛 "정뜨르 비행장")
- 송악산
- 모슬봉

### 참고 자료
- 《죽기 전에 꼭 가봐야 할 국내 여행》. 마로니에북스. 2010년 1월 15일. ISBN 8960531685.
- 박상준 (2011년 6월 10일). 《구석구석 제주올레길》. 스타일북스. 285~291쪽. ISBN 8962603527.